# Strasburgeriaceae
Strasburgeriaceae је мала фамилија дикотиледоних биљака из реда Crossosomatales. Обухвата 2 родова са по једном врстом. Фамилија је распрострањења ендемски на Новом Зеланду и Новој Каледонији.